# 尾棘細鰩
尾棘細鰩（學名：Rajella caudaspinosa），為軟骨魚綱鰩目鰩科鰩屬的一種，分布於東南大西洋納米比亞呂德里茨至南非厄加勒斯角海域，深度102至1098公尺，本魚吻部短而尖，眼大、間距近、凸出，眼底厚；尾巴粗且比身體長得多，體盤與尾巴佈滿小刺，背部呈淺灰色至棕色，有深色斑點，幼魚體背有明顯的白色條紋圖案，底面白色，體長可達65.1公分，棲息在大陸坡，為底棲性魚類，肉食性，以糠蝦、多毛類及硬骨魚為食，卵生，生活習性不明。